# Lucius Varius Rufus
Lucius Varius Rufus (74 př. n. l., někdy se udává 70 př. n. l. – pravděpodobně 14 př. n. l., někdy se udává 15 př. n. l.), římský epický a tragický básník.
Jeho první básně sice vznikly ještě za republiky, ale největšího uznání dosáhl v Augustově době, kdy patřil k největším oblíbencům Cilnia Maecenata.

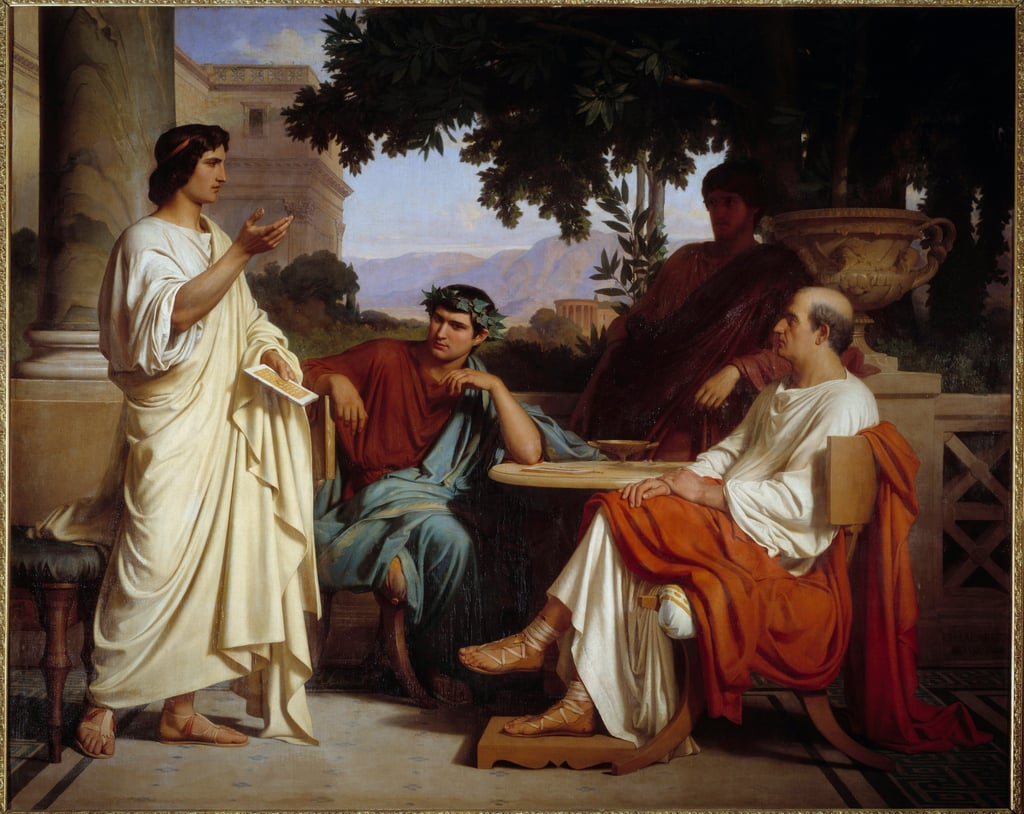
Horatius, Vergilius a Varius v domě Gaia Cilnia Maecena

Přátelil se s Vergiliem a Horatiem. Vergilius mu odkázal své dílo, především Aeneis, kterou po jeho smrti s Plotiem Tuccou vydal. Ačkoliv Varius slíbil, že dílo nevydá, slib nedodržel; lze říci, že právě vydáním Aeneidy se nejvíce proslavil.

## Dílo
Jeho dílo se zachovalo pouze v několika málo zlomcích.
- De morte Caesaris, někdy pouze De morte (O smrti), tento epos psaný v epikúrovském duchu, byl v jeho době považován za jeden z nejlepších
- Thyestes, tragédie

Vyjma těchto děl napsal několik oslavných básní na Augusta.